# Resolució 805 del Consell de Seguretat de les Nacions Unides
La Resolució 805 del Consell de Seguretat de les Nacions Unides, fou adoptada per unanimitat el 4 de febrer de 1993. Observant amb pesar la defunció del jutge de la Cort Internacional de Justícia Manfred Lachs el 14 de gener de 1993, el Consell va decidir que en concordança amb l'Estatut de la Cort les eleccions per omplir la vacant s'efectuarien el 10 de maig de 1993 en una sessió del Consell de Seguretat i durant la 47na sessió de l'Assemblea General.
Lachs havia estat membre de la Cort des de 1967, va ser-ne president entre 1973 i 1976. El seu període del càrrec anava a acabar al febrer de 1994.